# اموری، پاکستان
اموری (به انگلیسی: Amuri) یک منطقهٔ مسکونی در پاکستان است.